# 미국 수출입 은행

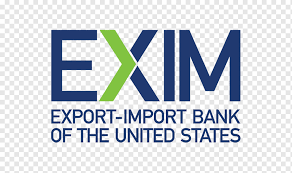

미국 수출입 은행(Export–Import Bank of the United States, EXIM)은 미국 연방 정부의 공식 수출 신용 기관 (ECA)이다. 완전히 소유한 연방 정부 법인으로 운영되는 은행은 특히 민간 부문 대출 기관이 자금 조달을 제공할 수 없거나 제공하지 않으려는 경우 특히 상품 및 서비스의 미국 수출 자금 조달 및 촉진을 지원한다. 현재 회장 겸 회장 인 Reta Jo Lewis는 2022년 2월 9일 상원에서 확인되었다.
수출입 은행은 Franklin D. Roosevelt 대통령의 행정 명령에 따라 1934년 워싱턴 수출입 은행으로 설립되었다. 명시된 목표는 "미국과 다른 국가 또는 그 기관 또는 국민 간의 자금 조달을 지원하고 수출입 및 상품 교환을 촉진하는 것"이었다. 이 은행의 첫 번째 거래는 1935년 미국 은괴 구매를 위해 쿠바에 380만 달러를 대출한 것이다. 1945년에는 의회에 의해 행정부 내에서 독립 기관이 되었다.
연방법에 따라 EXIM은 4~5년마다 의회에서 재승인을 받아야 한다. 2015년 7월 1일 의회 승인이 잠시 중단된 후 은행이 새로운 사업에 참여하는 것을 막았고 2015년 12월 미국 표면 운송법을 통해 2019년 9월까지 재승인되었다. 2019년 12월 도널드 트럼프 대통령은 2026년 12월 31일까지 은행을 승인한 추가 통합 세출법의 일부로 수출입 은행 연장에 서명했다.
평생 수출입 은행은 Pan-American Highway, Burma Road, 2차 대전 이후의 재건을 포함한 여러 역사적인 프로젝트에 자금을 지원했다. 지지자들은 중소기업의 글로벌 시장 참여를 허용한다고 주장하는 반면, 비판론자들은 대기업과 특수 이익에 대한 편애를 보인다고 주장한다.

## 개요

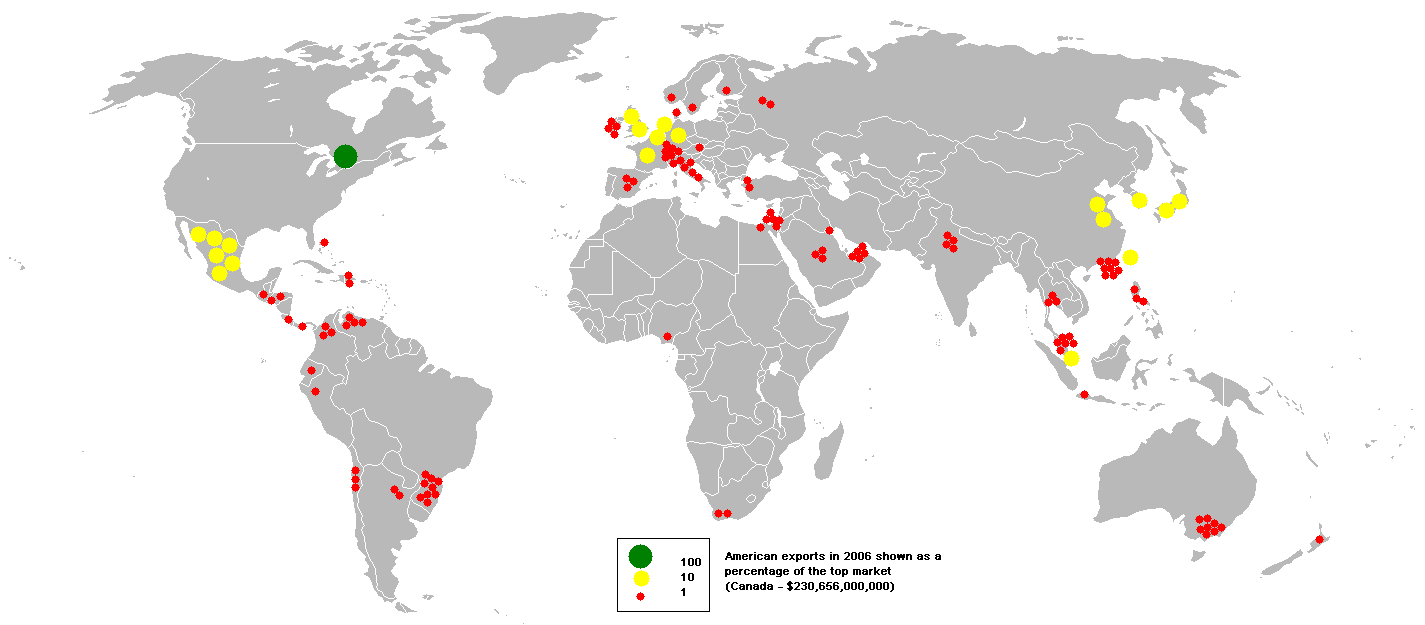
2006년 미국 수출

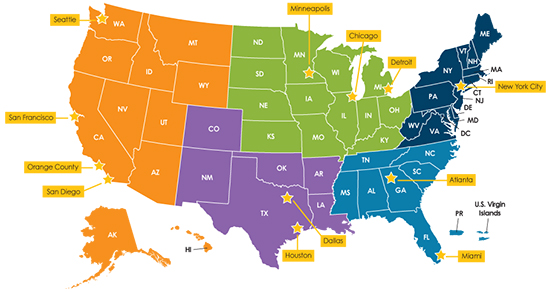
미국 수출입 은행 지역 수출 센터

미국 수출입 은행(Eximport Bank of the United States, EXIM)은 미국 상품 및 서비스의 수출을 지원하기 위한 다양한 도구를 제공하는 정부 기관이다. Bank의 임무는 미국 수출품을 국제 구매자에게 판매할 자금을 조달하여 미국 일자리를 창출하고 유지하는 것이다. EXIM은 미국 수출업자와 고객에게 구매자 금융, 수출 신용 보험, 운전 자본 이용과 같은 도구를 제공한다. 둘째, 미국 수출업체가 다른 정부의 지원을 받는 외국 경쟁에 직면할 때 EXIM은 전 세계 거의 96개 ECA가 제공하는 금융과 일치하거나 대응하기 위해 구매자 금융을 제공한다. 은행은 미국 의회에서 정부 법인으로 인가를 받았다. 2012년에 3년 임기로 마지막으로 승인되었다. 헌장은 은행의 권한과 제한 사항을 자세히 설명한다. 그중에는 EXIM이 민간 부문 대출 기관과 경쟁하지 않고 상업 대출 기관이 거래에 내재된 정치적 또는 상업적 위험을 수용할 수 없거나 수용하지 않기 때문에 발생하지 않을 거래에 자금을 제공한다는 원칙이 있다.
EXIM의 제품은 규모에 관계없이 모든 미국 수출 회사의 수출 판매를 지원하기 위한 것이다. 은행 헌장에 따르면 EXIM은 소기업이 종종 20% 임계값에 미치지 못하지만 대출 권한의 "20% 이상"을 소기업에 제공한다. 그러나 2013 회계연도에는 대출 및 보증 금액의 76%가 상위 10명의 수령인에게 돌아갔다.
일반적으로 수출 신용 기관 (ECA)으로 알려진 유사한 은행은 60개 외국에서 운영된다. 미국은 경제 협력 개발 기구 (OECD)의 회원국으로서 OECD 규칙과 원칙을 준수하여 활동을 수행한다. 목표는 다양한 국가의 수출업체가 특혜 금융 조건이 아닌 상품 및 서비스의 품질을 기준으로 경쟁할 수 있도록 하는 것이다. 중국 수출입 은행, 러시아 수출입은행, 브라질, 인도와 같이 OECD에 가입하지 않은 국가의 ECA는 정부가 OECD 규칙을 따르도록 요구하지 않는다.

### 부엌
이 은행은 시카고, 디트로이트, 미니애폴리스, 뉴욕, 마이애미, 애틀랜타, 휴스턴, 맥키니(댈러스), 오렌지 카운티(캘리포니아), 샌디에고, 샌프란시스코 및 시애틀에 사무실을 두고 있다.
- R. Walton Moore, (chairman) 1934–1941[13]
- George N. Peek, (President) 1934–1935[13]
- R. Walton Moore, (chairman) 1934–1941[13]
- Warren Lee Pierson, (President) 1936–1945[13]
- Wayne Chatfield-Taylor, (President) 1945[13]
- Jesse H. Jones, (chairman) 1941–1943[13]
- Leo T. Crowley, (chairman) 1943–1945[13]
- William McC. Martin, Jr., (chairman) 1946–1949[13]
- Herbert E. Gaston, (chairman) 1949–1953[13]
- Glen E. Edgerton, (chairman) 1953–1953[13]
- Glen E. Edgerton, (chairman) 1954–1955[13]
- Lynn U. Strambaugh, (Vice Chairman) 1954–1960[13]
- Samuel C. Waugh, (chairman) 1955–1961[13]
- Tom Killefer, (Vice Chairman) 1960–1962[13]
- Harold F. Linder, (chairman) 1961–1968[13]
- Walter C. Sauer, (Vice Chairman) 1962–1976[13]
- Henry Kearns, (chairman) 1969–1973[13]
- William J. Casey, (chairman) 1974–1976[13]
- Stephen M. DuBrul Jr., (chairman) 1976–1977[13]
- Delio E. Gianturco, (Vice Chairman) 1976–1977[13]
- John L. Moore, Jr., (chairman) 1977–1981[13]
- H. K. Allen, (Vice Chairman) 1978–1981[13]
- William H. Draper III, (chairman) 1981–1986[13]
- Charles E. Lord, (Vice Chairman) 1982–1983[13]
- John A. Bohn, Jr., (Vice Chairman) 1984–1986[13]
- John A. Bohn, Jr., (chairman) 1986–1989[13]
- William F. Ryan, (Vice Chairman) 1986–1989[13]
- John D. Macomber, (chairman) 1989–1992[13]
- Eugene K. Lawson, (Vice Chairman) 1989–1993[13]
- Rita M. Rodriguez, (Acting Chairman) 1993–1993[13]
- Kenneth D. Brody, (chairman) 1993–1995[13]
- Martin A. Kamarck, (Vice Chairman) 1993–1996[13]
- Martin A. Kamarck, (chairman) 1996–1997[13]
- Rita M. Rodriguez, (Acting Chairman) 1997–1997[13]
- James A. Harmon, (chairman) 1997–2001[13]
- Jackie M. Clegg, (Vice Chairman) 1997–2001[13]
- John E. Robson, (chairman) 2001–2002[13]
- Eduardo Aguirre, (Vice Chairman) 2001–2003[13]
- Philip Merrill, (chairman) 2002–2005[13]
- April Foley, (Vice Chairman) 2003–2005[13]
- James H. Lambright, (chairman) 2005–2009[13]
- Linda M. Conlin, (Vice Chairman 2006–2009)[13]
- Wanda Felton, (Vice Chairman) 2011–2013,2014–2016[13][14]
- John A. McAdams, (Acting Vice Chairman) 2013[13]
- Fred P. Hochberg, (chairman) 2009–2017[13]
- Charles J. Hall, (Acting Vice Chairman) 2016–2017 (Acting Chairman) 2017[13]
- Scott Schloegel, (Acting Vice Chairman) 2017–2019[13]
- Jeffrey Gerrish, (Acting Chairman) 2018–2019
- Kimberly A. Reed, (chairman) 2019–2021[13]
- Reta Jo Lewis, (chairman) 2022–present[13]

- William McC. Martin, Jr. 1945–1946[13]
- Clarence E. Gauss 1946–1952[13]
- Wilson L. Townsend 1952–1953[13]
- Hawthorne Arey 1949–1953[13]
- Hawthorne Arey 1954–1961[13]
- George A. Blowers 1954–1961[13]
- Vance Brand 1954–1959[13]
- James S. Bush 1959–1963[13]
- George Docking 1961–1964[13]
- Charles M. Meriwether 1961–1965[13]
- Elizabeth S. May 1964–1969[13]
- Hobart Taylor, Jr. 1965–1968[13]
- Tom Lilley 1965–1972[13]
- John C. Clark 1969–1976[13]
- R. Alex McCullough 1969–1977[13]
- Mitchell P. Kobelinski 1973–1976[13]
- Margaret W. Kahliff 1976–1982[13]
- Donald E. Stingel 1977–1981[13]
- Thibaut de Saint Phalle 1977–1981[13]
- Richard W. Heldridge 1982–1988[13]
- Rita M. Rodriguez 1982–1999[13]
- James E. Yonge 1982–1984[13]
- Richard H. Hughes 1985–1985[13]
- Simon C. Fireman 1986–1989[13]
- Richard Houseworth 1988–1991[13]
- Constance B. Harriman 1991–1994[13]
- Cecil B. Thompson 1991–1994[13]
- Maria Luisa Haley 1994–1999[13]
- Julie Belaga 1994–1999[13]
- Dan Renberg 1999–2003[13]
- Dorian Vanessa Weaver 1999–2003[13]
- Max Cleland 2003–2007[13]
- Linda M. Conlin 2004–2006[13]
- J. Joseph Grandmaison 2006–2009[13]
- Bijan R. Kian 2006–2011[13]
- Diane Farrell 2007–2011[13]
- Larry Walther 2011–2013[13]
- Wanda Felton 2011–2013, 2014–2016[13]
- Fred P. Hochberg 2009–Present[13]
- Sean Robert Mulvaney 2011–2015[13]
- Patricia M. Loui 2011–2015[13]
- Charles J. Hall 2016–2017[13]

## 역사

### 초기 역사(1934–1944)
EXIM은 원래 1934년 2월 2일 프랭클린 D. 루스벨트의 행정 명령 6581 보관됨 2023-04-20 - 웨이백 머신 에 따라 워싱턴 수출입 은행이라는 이름으로 컬럼비아 특별구 은행 회사로 조직되었다. 명시된 목표는 소련 과 라틴 아메리카에 대출을 제공하는 즉각적인 목표와 함께 "미국과 다른 국가 또는 그 기관 또는 국민 간의 자금 조달을 지원하고 수출입 및 상품 교환을 촉진하는 것"이었다. Roosevelt는 1934년 3월 9일 쿠바와의 무역 지원이라는 특정 목표를 가지고 행정 명령 6638에 따라 워싱턴의 두 번째 수출입 은행을 설립했다. 은행의 첫 번째 거래는 미국 은괴 구입을 위해 1935 년 쿠바에 380만 달러를 대출한 것이다. 제1수출입은행과 제2수출입은행은 의회가 제2수출입은행의 의무를 제1수출입은행으로 이양한 1936년에 통합되었다. 의회는 1935년에서 1943년 사이에 은행을 다양한 정부 부처에 종속시키기 위해 일련의 법률을 사용하여 은행을 정부 기관으로 계속 유지했다.

### 독립기관(1945~현재)
의회는 1945년 7월 31일 수출입 은행법(Export-Import Bank Act of 1945)으로 은행을 독립 기관으로 만들었다 1968년 3월 13일 추가 법률에 따라 이름이 "미국 수출입 은행"으로 변경되었다. EXIM은 2007년에 자립(자체 자금 조달) 에이전시가 되었지만 대출은 여전히 정부의 지원을 받는다.
1945년 정부 기업 통제법(Government Corporation Control Act, 1945 따라 은행은 4~5년마다 의회의 재승인을 받아야 한다. 재승인은 1947년, 1951년, 1957년, 1963년, 1968년, 1971년, 1974년, 1978년, 1983년, 1986년, 1992년, 1997년, 2002년, 2006년, 2012년, 2014년, 2015년 및 2019년에 승인되었다.
| 청구서 이름  | 법률에 서명한 날짜 | 기한까지 승인된 은행 |
| ------------ | ------------------ | -------------------- |
| S. 3938      | 2006년 12월 20일   | 2012년 5월 30일      |
| H.R. 2072    | 2012년 5월 30일    | 2014년 9월 30일      |
| H.J.Res. 124 | 2014년 9월 19일    | 2015년 6월 30일      |
| H.R. 22      | 2015년 12월 4일    | 2019년 9월 30일      |
| H.R. 1865년  | 2019년 12월 20일   | 2026년 12월 31일     |

2012년에 3년 임기로 마지막으로 용인되었으며 2014년 9월에 2015년 6월 30일까지 연장되었다. 은행에 대한 의회 승인은 2015년 7월 1일부로 만료되었다. 그 결과 은행은 신규 사업을 할 수 없었지만 기존 대출 포트폴리오를 계속 관리했다. 5개월 후, 하원 에서 거의 사용되지 않는 퇴원 청원 절차를 성공적으로 채택한 후, 의회는 버락 오바마 대통령이 2015년 12월 4일에 서명한 Fixing America's Surface Transportation Act를 통해 2019년 9월까지 은행을 재승인했다.

## 프로젝트 지원

### 팬아메리칸 고속도로
팬아메리칸 고속도로는 알래스카에서 칠레까지 14개국을 통과하며 거의 모든 라틴 아메리카 대륙으로 연결되는 중요한 교통망을 갖추고 있다. 고속도로는 1936년에 건설되기 시작했으며 마지막 단계는 1980년에 완료되었다. 펜아메리칸 고속도로(Pan-American Highway)는 북아메리카와 남아메리카를 연결하는 세계에서 가장 긴 국제 고속도로 네트워크이다. 이 도로는 미국 알래스카주의 프루스 만에서부터 아르헨티나 우시아이아까지 이어지며, 총 길이는 약 30,000km에 달한다.
펜아메리칸 고속도로는 여러 국가와 지역을 통과하며 경로는 다양하다. 주요 국가와 도시를 연결하고 미주 대륙 내에서의 교역과 교류를 촉진하는 역할을 한다. 이 도로는 주로 땅 위를 통과하지만, 일부 구간은 수상 및 항공로로 운영되기도 한다.
펜아메리칸 고속도로는 다양한 지형과 기후 조건을 가로지르며, 국가마다 도로 상태와 품질은 다를 수 있다. 일부 구간은 현대적인 고속도로로 잘 개발되어 있지만, 일부 구간은 비교적 원시적이고 도로 상태가 좋지 않을 수 있다. 이는 도로를 여행하는 사람들이 지역에 따라 주의를 기울여야 함을 의미한다.
펜아메리칸 고속도로를 통해 여행하면서 경치의 다양성과 다양한 문화적 경험을 즐길 수 있다. 이 도로는 많은 여행자들에게 인기가 있으며, 대륙을 가로지르는 장거리 도로 여행의 중요한 노선 중 하나로 인정받고 있다.
EXIM 은행 신용 및 대출은 멕시코, 온두라스, 과테말라, 니카라과, 엘살바도르, 코스타리카, 파나마, 콜롬비아, 에콰도르, 페루 및 칠레의 범미 고속도로 건설을 지원했다. 파라과이에서는 아르헨티나와 볼리비아 EXIM이 Pan-American Highway와 연결된 간선도로 건설을 지원했다. EXIM은 고속도로 건설을 돕기 위해 Caterpillar, Koehring Co., Allis-Chalmers Manufacturing, The Galion Iron Works 및 Thew Shovel을 포함한 미국 회사에 20 크레딧을 승인했다.

### 버마로드
1937년에서 1938년 사이에 건설된 717마일의 버마 도로는 현재 미얀마(구 버마)의 라시오와 중국 윈난성의 쿤밍을 연결한다. 도로 건설은 1937년 중일 전쟁(1937-1945)이 발발하면서 시작되었다. 일본이 중국과 대부분의 동남아시아에서 항구 접근을 통제할 수 있게 되면서 중국인들은 버마 항구로 접근할 수 있는 랑군의 선로에서 사람과 물품을 수송할 수 있는 도로를 건설했다. 1939년부터 1942년까지 버마 로드는 군수품의 생명줄이자 극동에서 일본과의 싸움을 지원하는 역할을 했다.
1938년 12월 EXIM이 승인한 2,500만 달러 신용은 새로운 도로를 운영하기 위한 운송 차량과 지원 자재를 제공하고 제2차 세계대전 동안 중국에 구매력을 제공함으로써 공급 경로가 계속 개방되도록 하는 데 중요했다. Universal Trading Corporation에 추가로 2천만 달러가 1940년에 승인되었다 포린어페어스(Foreign Affairs)의 1939년 저널 기사는 중국이 포드, 크라이슬러, 제너럴 모터스로부터 3톤 트럭 2,000대를 구입하는 데 2,500만 달러 중 일부를 사용했다고 언급했다.

### 2차대전 이후의 재건과 마샬플랜
EXIM은 Lend-Lease 종료(1945년 9월)와 Marshall Plan의 시작 및 세계 은행의 첫 번째 승인(1947년 5월 – 1948년) 사이에 중요한 역할을 했다. 제2차 세계 대전이 끝날 무렵, 미국은 적대 행위 중단으로 인한 수요를 처리할 수 있는 신용 시설이 없다는 사실을 알게 되었다. EXIM의 현재 헌장 문서의 기초가 되는 1945년 수출입 은행법의 주요 근거 중 하나는 유럽의 전후 재건 요구에 적절하게 대응하기 위해 EXIM의 대출 능력을 극적으로 증가시켜야 한다는 필요성이었다. 1945년 EXIM 연례 보고서는 제2차 세계대전 직후 EXIM의 역할을 다음과 같이 예측했다. 이러한 주장은 외국 정부 바이어에 대한 민간 자본의 대출에 대한 관심 부족과 국제통화기금(IMF) 및 국제부흥개발은행(IB)의 협정 비준 지연에 근거한 것이다. 1945년 수출입은행법은 대출 권한을 7억 5천만 달러에서 35억 달러로 증가시켰으며, 이러한 부족분을 해결하는 데 도움이 되도록 거의 4배 증가했다.
1945년과 1946년에 프랑스, 덴마크, 노르웨이, 벨기에, 네덜란드, 터키, 체코슬로바키아, 핀란드, 이탈리아, 에티오피아, 그리스, 폴란드, 오스트리아가 미국으로부터 장비, 시설 및 서비스를 구매할 수 있는 신용이 제공되었다. 이 자금은 국가 재건을 지원하고 새로운 기계 구입, 환전, 인프라 및 교통 시스템 개선 및 수리를 통해 수입 및 수출 능력을 복구하기 위해 고안되었다.
마셜 플랜이 1948년에 시작되었을 때 EXIM은 대출을 북미와 남미의 비경제 회복법 국가에 집중했다.

### 소비에트 이후 국가에 대한 첫 번째 학점
1989년 베를린 장벽이 무너지고 1991년 소련이 해체되면서 미국 기업들은 제2차 세계 대전 이후 처음으로 동유럽과 자유롭게 사업을 할 수 있게 되었다. EXIM은 구소련, 폴란드, 체코슬로바키아 및 1991년 이후 등장한 신생 독립 국가에 대한 수출 자금을 제공한 최초의 금융 기관 중 하나였다. 1990년 조지 HW 부시 대통령은 1975년 이후 공산주의 국가들과의 정상적인 무역 관계를 공식적으로 차단한 잭슨-바닉 수정안을 포기했다. 이 면제는 소련 및 몇몇 구 공산주의 국가와 사업을 하고자 하는 미국 회사에 대한 모든 E 보증 및 보험 프로그램을 허용했다.
EXIM은 1990년 3월 체코슬로바키아와의 사업을 재개했다. 1991년 1월 25일 EXIM은 1947년 이후 처음으로 체코슬로바키아와의 거래를 승인했다. 캘리포니아 로스앤젤레스의 First Interstate Bank가 자금을 조달한 이 보증으로 Tonak Hat Company는 미국 회사인 매사추세츠의 Digital Equipment Corporation 에서 컴퓨터를 구매할 수 있었다. 1991년부터 EXIM은 철의 장막이 무너진 후 등장한 25개국에 대한 수출을 지원했다.

### 인도에 첫 신용
2015년 1월 오바마 대통령은 인도를 방문한 후 수출입국이 '미국산' 제품 수출에 10억 달러를 지원하고 미국 해외 민간 투자 공사가 중소기업에 10억 달러를 대출할 것이라고 발표했다. 미국 무역개발국(US Trade and Development Agency) 은 재생 에너지에 20억 달러를 투입할 예정이다. 오바마 대통령과 모디 총리는 이전에 미국 기업들이 인도에 원자로를 건설하는 것을 막았던 문제들에 대해 합의했다.

## 지원
지지자들은 은행이 중소기업이 수출 능력을 확장하도록 돕는 노력을 강조한다고 말한다. National Association of Manufacturers 의 CEO 겸 회장인 Jay Timmons는 다음과 같이 말했다. 은행은 거의 290,000개의 수출 관련 일자리를 지원하고 있으며 매년 점점 더 많은 중소 제조업체가 사업을 성장시키고 새로운 직원을 고용하도록 돕고 있다. 모든 EXIM 거래의 85% 이상이 우리 경제와 일자리 창출을 뒷받침하는 경제 엔진인 소기업 수출업자에게 직접적인 혜택을 준다."
오바마 대통령은 2008년 대통령 선거 운동을 할 때 수출입 은행이 " 기업 복지를 위한 기금에 지나지 않는다"고 말했다. 2012년 5월 은행의 재승인 투쟁 중에 그는 수출입 은행이 5년 동안 수출을 두 배로 늘리려는 자신의 목표를 달성하는 데 매우 중요한 역할을 한다고 말했다. 재승인식에서 오바마 대통령은 "우리는 수천 개의 기업이 해외에서 더 많은 제품과 서비스를 판매하도록 돕고 있으며, 그 과정에서 그들이 국내에서 일자리를 창출하도록 돕고 있다. 그리고 우리는 납세자에게 추가 비용 없이 이를 수행하고 있다."

## 비판

### 특수 관심사에 기반한 비판
은행은 특수 이익을 선호한다는 비판을 받았다. 이러한 이익에는 Boeing 또는 Enron 과 같은 기업뿐만 아니라 1996년 미국 기술의 수출을 지원하는 중국 원자력 발전소 (CNNP)에 대한 1억 2천만 달러의 저리 대출과 같은 외국 정부 및 국민이 포함되었다.
보다 최근에 은행은 Bill Richardson 전 주지사가 이사회 구성원인 스페인의 녹색 에너지 회사인 Abengoa에 3,360만 달러의 대출을 승인했다. 2014년 5월부터 Richardson은 수출입 은행의 자문 위원회 위원으로도 등재되었다.

#### 보잉
2007년과 2008년에 걸친 대출 보증의 65%는 보잉 항공기를 구입하는 회사에 돌아갔다. 2012년에는 은행의 대출 보증이 더욱 왜곡되어 그 중 82%가 보잉 고객에게 돌아갔다.
그러나 EXIM 지지자들은 Boeing이 달러 가치로 미국에서 가장 큰 수출업체이며 유일하게 남아 있는 포괄적인 미국 상용 항공기 제조업체로서 보호되어야 한다고 지적한다. Boeing에 대한 지원은 특히 중국 국영 민간 항공기 제조업체인 Comac이 Boeing과 Airbus 모두로부터 시장 점유율을 공격적으로 빼앗으려 하기 때문에 매우 중요한 것으로 보인다. 또한 중요한 점은 보잉이 이전에 EXIM의 지원을 받은 유일한 미국 항공기 제조업체가 아니라는 것이다. 1930년대, 40년대, 50년대에 EXIM은 Douglas Aircraft Company, Convair(Consolidated Vultee Aircraft Company), Lockheed Aircraft Corporation과 같은 다른 미국 항공 제조업체를 지원했다. 또는 취득.
은행의 비용과 효율성은 논란의 여지가 있다. EXIM 프로젝트는 향후 10년 동안 미국 정부에 연간 평균 14억 달러를 벌어들일 것이지만, 의회예산국의 대체 분석에 따르면 이 프로그램은 같은 기간 동안 약 20억 달러의 손실을 입을 것으로 나타났다. 신용 위험이 고려된다. 보수와 진보 그룹 모두 은행에 비판적이었고 일부는 계속해서 해산을 요구하고 있다.
비평가들은 또한 새 비행기의 가격을 인위적으로 인상하고 잠재적으로 향후 10년 동안 적자에 20억 달러를 추가하는 것을 포함하여 수출입 은행의 보조금으로 인해 발생하는 "보이지 않는" 비용의 존재를 주장한다.
Forbes 기고자 Doug Bandow 는 2014년에 "기관은 수수료와 이자를 청구하기 때문에 보조금을 제공하지 않는다고 경건하게 주장하지만 시장에서 사용할 수 있는 것보다 더 나은 신용 거래를 비즈니스에 제공하기 위해 존재한다. 은행은 정부 금리로 차입할 수 있는 능력을 사용하여 대출, 대출 보증, 운전 자본 보증 및 대출 보험을 제공한다."
경제학이나 금융의 일반적인 원칙을 적용하면 은행의 이익 계산이 다음과 같이 적절하게 조정되지 않기 때문에 은행이 이익을 얻었을 가능성이 낮고 명시된 연간 이익을 얻을 가능성이 가장 희박하다고 비평가들은 생각한다. 위험. 은행뿐만 아니라 금융 및 경제 분야의 모범 사례는 자본 비용 또는 할인율을 조정하여 위험을 반영하거나 공정 가치 추정치를 사용하는 것이다. 이에 대한 비판은 " 매사추세츠 공과대학(MIT)의 데비 루카스(Debbie Lucas)가 전미 경제 연구국(National Bureau of Economic Research) 보고서에 요약한 방법에 기반한 이 간단한 접근 방식은 EXIM의 장기 대출 보증 프로그램이 실제로 보증을 제공한다는 것을 시사한다. 납세자에게는 이익이 아닌 손실이다. 더욱이 수출입은행의 대출보증은 차입자가 차입금액의 약 1% 수준의 보조금을 받을 정도로 충분히 후한 조건으로 이루어지고 있는 것으로 분석된다. 이는 은행이 2012년에 만들 210억 달러의 대출에 대해 납세자들에게 2억 달러의 비용을 초래한다는 의미이다."

### 환경 기반 비평
2009년 2월, EXIM은 지구의 벗, 그린피스, 볼더, 아르카타, 오클랜드 시와 함께 제기한 7년 간의 법적 소송을 해결했다. 원고는 EXIM과 해외 민간 투자 공사가 프로젝트의 기후 변화 영향을 먼저 평가하지 않고 석유 및 기타 화석 연료 프로젝트에 재정 지원을 제공했다고 말했다. 2005년에 원고는 소송을 제기할 수 있는 법적 지위를 부여받았다. 연방 법원이 연방 정부가 지구 기후와 미국 시민에 대한 조치의 영향을 평가하지 못한 것에 전적으로 이의를 제기하는 소송에 대해 특별히 법적 지위를 부여한 것은 이번이 처음이기 때문에 획기적인 결정으로 간주된다. 합의 계약에서 EXIM은 프로젝트 자격 결정의 일환으로 이산화탄소 배출량을 평가하는 데 동의한다. 그러나 EXIM 화석 연료 금융 및 관련 온실 가스 배출량은 Hochberg 회장의 임기와 동시에 합의 합의 후 빠르게 증가했다. 2009년과 2012년 사이에 EXIM 화석 연료 자금 조달은 25억 6천만 달러에서 거의 100억 달러로 증가했다.
2010년 환경 단체는 EXIM이 화석 연료 보조금을 단계적으로 폐지하겠다는 오바마 대통령의 공약을 "조롱하는" "화석 연료 폭식" 상태에 있다고 말했다. [ ] 이 프로젝트는 폭력을 야기한 것으로 알려졌으며 2012년 4월 파푸아뉴기니 정부는 프로젝트에 사용되었던 채석장과 관련된 산사태로 약 25명이 사망한 후 마을 사람들의 반대를 진압하도록 군대에 명령했다.
2010년 환경 단체는 처음에 기후 변화를 이유로 프로젝트를 거부한 후 인도의 3,960메가와트 석탄 연소 Sasan Ultra Mega Power 프로젝트 에 대한 9억 1,700만 달러 상당의 자금 조달을 승인한 EXIM 이사들을 비난했다. 환경 단체들은 이 결정을 번복하면서 이 기관의 회장인 Fred Hochberg와 이사회가 위스콘신 정치인들의 정치적 압력에 "굴복"했다고 말한다. 2011년에 여러 환경 단체가 수출입 은행 본부에서 시위를 벌였고 Hochberg 회장과 이사회 에게 남아공의 4,800 와트 Kusile 석탄 화력 발전소에 대한 8억 500만 달러의 자금 조달을 거부하도록 촉구했지만 실패했다. 기관 역사상 가장 큰 탄소 배출 프로젝트로 빈곤을 완화하지는 못하지만 과도한 지역 대기 오염을 배출하여 건강 전문가들은 호흡기, 심혈관 및 신경계에 손상을 입히고 심장병, 암, 뇌졸중 및 만성 질환으로 인한 사망을 초래한다고 말한다. 하부 호흡기 질환. EXIM의 2011년 Kusile 지원 발표에서는 "Kusile은 이산화황 스크러버를 포함하는 남아공 최초의 석탄 화력 발전소가 될 것"을 포함하여 환경 발전에 대한 주장을 주장했다. 그러나 2023년에 남아프리카 에너지 유틸리티인 Eskom은 Kusile 이산화황 오염 제어 시스템을 우회할 것을 제안했다. 헬싱키에 기반을 둔 에너지 및 청정 공기 연구 센터는 680명의 사망을 초래할 수 있다고 추정한다.
2012년 12월, 생물다양성센터, 태평양환경 센터, 거북섬복원네트워크는 그레이트 배리어 리프 세계유산지역 내 호주 태평양 LNG의 액화천연가스 프로젝트 자금 조달을 위해 Hochberg 회장과 EXIM을 상대로 소송을 제기했다. 소송은 프로젝트에 대한 EXIM 자금 조달이 미국 환경 및 문화 유산법을 위반했다고 주장했다. 수정된 소송에는 오스트레일리아 태평양 LNG 프로젝트에 대한 EXIM의 대출과 퀸즐랜드 커티스에 대한 18억 달러의 대출이 포함되어 총 48억 달러에 달했다. 2016년 3월, 캘리포니아 연방 판사는 ExIM 파이낸싱이 ConocoPhillips, Origin Energy Ltd. 및 Sinopec 이 지원하는 프로젝트의 10%만을 차지하며 대출을 거부해도 프로젝트가 중단되지 않는다고 주장하면서 환경 운동가들에게 불리한 판결을 내렸다. 환경 운동가들은 결정에 항소했다.
2019년 Friends of the Earth(US)는 화석 연료의 라이프사이클 기후 영향에도 불구하고 액화천연가스(LNG) 산업을 지원하는 EXIM 회장 Kimberly A Reed를 비판하면서 미국 정부의 4차 국가 기후 평가 에서 더 빈번하고 극단적인 날씨가 더 자주 발생한다는 사실을 발견했다고 인용했다. 사건은 환경과 경제를 심각하게 손상시키는 동시에 인간의 건강과 생명 손실에 대한 피해를 증가시킨다. 지구의 벗(US) 도 EXIM이 모잠비크 LNG 프로젝트 자금 50억 달러를 승인한 데 대해 프로젝트가 주변 생태계에 미치는 피해(멸종 위기에 처한 종 포함), 지역 사회의 이동, 지역 주민을 위한 경제적 혜택 부족을 이유로 비판했다.
2023년 5월, EXIM 의장 Reta Jo Lewis, 부의장 Judith Pryor 및 이사 Spencer Bachus는 인도네시아의 정유 공장 확장 프로젝트를 위한 수출입 은행 자금 조달에 거의 1억 달러를 승인하기로 투표했다(EXIM 이사 Owen Herrnstadt 기권). 환경단체는 이번 승인이 2021년 유엔기후변화회의를 포함해 해외 화석연료 자금 조달을 중단하겠다는 바이든 대통령의 약속을 정면으로 위반한 것이라고 비판한다. 백악관 국가안보회의(NSC)도 “이 결정은 행정부 정책을 반영하지 않는다”며 승인을 거부했다.

### 녹색 에너지 기반 금융에 대한 비판
반대로 수출입국(EXIM)도 친환경 에너지 프로젝트를 추진하는 데 대한 조사에 직면했다. EXIM은 2011년에 궁극적으로 파산한 회사인 Solyndra 에 천만 달러의 대출 보증을 제공했다.

## 주요 업무
미국 수출입은행(Export-Import Bank of the United States)은 미국 연방정부의 기관으로, 미국의 수출과 국제 거래를 지원하는 역할을 수행한다. 이 은행은 미국 기업이 외국으로 제품, 서비스 및 기술을 수출할 때 금융 지원을 제공하고, 미국 기업이 외국으로부터 제품을 수입할 때의 위험을 감소시켜 미국 기업의 경쟁력을 향상시킨다.
미국 수출입은행은 주로 다음과 같은 업무를 수행한다:
1. 수출 금융 지원: 미국 기업이 외국으로 제품, 서비스 및 기술을 판매할 때 금융 지원을 제공한다. 이는 대출, 보험 및 보증 형태로 이루어질 수 있다.
2. 수입 위험 완화: 미국 기업이 외국으로부터 제품을 수입할 때 발생할 수 있는 위험을 완화한다. 예를 들어, 외국 기업이 지급을 이행하지 못할 경우 손실을 보호하기 위해 보증을 제공한다.
3. 수출 관련 서비스: 미국 기업에게 수출에 필요한 정보, 조언 및 국제 비즈니스 관련 지원을 제공한다. 이는 수출 시장 조사, 비즈니스 개발 및 수출 관련 정책에 대한 지원을 포함한다.

미국 수출입은행은 미국 정부의 일환으로서 국가 경제에 대한 영향력을 가지며, 미국 기업의 국제 경쟁력을 향상시키고 미국의 수출 증가를 지원하는 역할을 수행한다.
- 코뱅크
- 미국 연방 기관 목록
- 미국 정부의 독립 기관
- 연방 규정집 제12편
- 수출 신용 기관 목록

## 같이 보기
- 미국정부의 독립기관

## 추가 자료
- 수출입 은행의 개혁 평가: 2013년 6월 13일, 미국 하원, 제113차 의회, 제1회기, 금융 서비스 위원회의 통화 정책 및 무역 소위원회 청문회
- 리바이어던에 반대하는 로버트 힉스 : 정부 권력과 자유 사회 . 캘리포니아주 오클랜드: The Independent Institute, 2004
- The Use of Environmental and Social Criteria in Export Credit Agency' Practices 보관됨 5월 29, 2008 - 웨이백 머신 , Markus Knigge 외. 2003년 Deutsche Gesellschaft fuer Technische Zusammenarbeit – GTZ 에서 발행.